# Titiek Puspa
Sumarti (1 de noviembre de 1937 – 10 de abril de 2025), más conocida por su nombre artístico de Puspa Titiek, fue una cantante y compositora indonesia. En 2009, la revista Rolling Stone Indonesia seleccionó dos de las canciones de Puspa como algunas de las mejores canciones indonesias de todos los tiempos.

## Biografía
Puspa nació bajo el nombre de Sudarwati en Tanjung, Kalimantan del Sur el 1 de noviembre de 1937, hija de Tugeno Puspowidjojo y Mariam Siti. Su familia más tarde cambiaría su nombre por, Sumarti. Cuando era niña, ella quería ser una maestra de escuela. Sin embargo, después de ganar varios concursos de canto, decidió convertirse en una intérprete.
Después de ganar el concurso de canto en una Radioemisora en la República de Indonesia en Semarang, Java Central, Bachri Sjaiful le preguntó a Puspa si estaría dispuest a integrarse a la Orquesta Sinfónica de Yakarta. Después de su actuación de la canción que fue interpretada por Ismael Marzuki canción titulada "Chandra Buana", un grupo musical pretendió a que fuera la voz principal. Su nombre artístico fue elegida por el presidente Sukarno durante la década de 1950.

## Obras

### Discografía
- Kisah Hidup (Life's Story; 1963)
- Mama (1964)
- Bing (1973)
- Kupu-Kupu Malam (Night Butterflies; 1977)
- Apanya Dong (What; 1982)
- Horas Kasih (Greetings, Dear; 1983)
- Virus Cinta (Love Virus; 1997)

### Filmografía
- Minah Gadis Dusun (Minah the Village Girl; 1965)
- Di Balik Cahaya Gemerlapan (Behind the Shimmering Light; 1976)
- Inem Pelayan Sexy (Inem the Sexy Waitress; 1976)
- Karminem (1977)
- Rojali dan Juhela (Rojali and Juhela; 1980)
- Koboi Sutra Ungu (Purple Silk Cowboy; 1982)